# القريدس المضيء
القريدس المضيء هو فصيلة من فصائل القشريات تعيش في البحر, تاكل الكائنات البحرية الدقيقة وبعض الطحالب وبعض الحشرات, شكلها يشبه الافعى 

## وضيفتها
تستطيع أن تضي بنفسها كانها مصباح

## شكلها
نحيف ملتوي

## كيف تضي
عن طريق أعضاء خاصة

## الوانها
الونها زاهية وفاقعة